# Elecciones provinciales de Pichincha de 2023
Las elecciones provinciales de Pichincha de 2023 hacen referencia al proceso electoral que se llevó a cabo el 5 de febrero de 2023. Las elecciones provinciales determinaron, por sufragio directo de los electores, las dignidades que encabezarán el Gobierno Autónomo Descentralizado de la Provincial de Pichincha por un período de cuatro años comprendidos entre el 2023 y el 2027. Se eligió a una prefecta y a un viceprefecto provincial de la Provincia de Pichincha.

## Antecedentes

### Precandidaturas retiradas
| Lista | Logo | Partido / Movimiento        | Candidato                         | Motivo                               | Ref.  |
| ----- | ---- | --------------------------- | --------------------------------- | ------------------------------------ | ----- |
| 6     |      | Partido Social Cristiano    | Rodrigo Gómez de la Torre Bonifaz | Decisión Personal                    | [ 1 ] |
| 12    |      | Izquierda Democrática       | Pablo Morales Andrade             | Movimiento escoge a otro candidato   | [ 1 ] |
| 33    |      | Movimiento Renovación Total | Pablo Vélez Rueda                 | Movimiento endosa a Eduardo del Pozo | [ 2 ] |

## Candidaturas
| Lista       | Logo | Partido / Movimiento                                                                                                | Precandidato (Prefecto)      | Cargos Previos                                 | Precandidato (Viceprefecto) | Ref.        |
| ----------- | ---- | --- | ---------------------------- | ---------------------------------------------- | --------------------------- | ----------- |
| 1           |      | Centro Democrático                                                                                                  | Andrea Hidalgo Maldonado     | Concejal Metropolitana de Quito (2019 - 2022)  | Pablo Terán Sáenz           | [ 3 ] [ 4 ] |
| 2           |      | Unidad Popular | Cecilia Jaramillo Jaramillo  | Asambleista Nacional Alterna (2009 - 2013)     | Andrés Narváez Angueta      | [ 5 ]       |
| 3 20        |      | Quito Vuelve Conformado por: - Partido Sociedad Patriótica - Movimiento Democracia Sí                               | Daniela Zambrano Estupiñán   | Empresaria                                     | Bryan García Andagama       | [ 2 ]       |
| 5           |      | Revolución Ciudadana                                                                                                | Paola Pabón Caranqui         | Prefecta de Pichincha (desde 2019)             | Alexandro Tonello Carrera   | [ 1 ]       |
| 6           |      | Partido Social Cristiano                                                                                            | Andrés Castillo Maldonado    | Abogado                                        | Daniela Alomia González     | [ 6 ]       |
| 8           |      | Avanza | Koya Shugulí Guerra          | Dirigente indígena                             | Rafael Gonzales Saigua      | [ 1 ]       |
| 12          |      | Izquierda Democrática                                                                                               | Roberto Altamirano Montalvo  | Abogado                                        | Patricia Hidago Albuja      | [ 2 ]       |
| 16          |      | Movimiento AMIGO | Jacinto Espinoza Castillo    | Futbolista                                     | Vanessa Ibarra Araujo       | [ 1 ]       |
| 17 23       |      | UIO: Unidos, Incluyentes y Organizados Conformado por: - Partido Socialista Ecuatoriano - Partido SUMA              | Elsa Guerra Rodríguez        | Docente universitaria                          | César Mantilla Cisneros     | [ 7 ]       |
| 18 4 35     |      | Juntos por la Gente Conformado por: - Pachakutik - Pueblo, Igualdad y Democracia - Movimiento MOVER                 | Guillermo Churuchumbi Lechón | Alcalde de Cayambe (2014 - 2022)               | Carla Cevallos Romo         | [ 1 ]       |
| 33 65 25 21 |      | Va por Ti Conformado por: - Movimiento Renovación Total - Movimiento Ahora - Movimiento Construye - Movimiento CREO | Eduardo del Pozo Fierro      | Vicealcalde Metropolitano de Quito (2016-2019) | Justinne García Arias       | [ 8 ]       |
| 70          |      | Movimiento Todos | Gonzalo Pérez Sánchez        | Empresario ganadero                            | Sara Vaca de la Torre       | [ 8 ]       |

## Sondeos de intención de voto
| 26/01/2023 | Clima Social | 966 casos   | ±3,15% | 19,6% | 15,2% | 7,1%  | 2,1% | 3,4% | 8%   | 8%   | 8%   | 8%   | 8%   | 8%   | 19,8% | 19,8% |   |   |   |   |
| 25/01/2023 | Eureknow     | 800 casos   | ±3,4%  | 26%   | 20%   | 22%   | 6%   | -    | 5%   | -    | 9%   | -    | -    | -    | -     | -     | - | - | - | - |
| 16/01/2023 | MR Analytica | -           | -      | 25%   | 17%   | 8%    | 8%   | 8%   | 8%   | 8%   | 8%   | 8%   | 8%   | 8%   | 14%   | 14%   |   |   |   |   |
| 15/01/2023 | Clima Social | 1.408 casos | ±2,61% | 19%   | 12%   | 7%    | 3,8% | 6,3% | 3,1% | 2,3% | 1,5% | 0,7% | 0,9% | 1,5% | 19,2% | 19,2% |   |   |   |   |
| 06/01/2023 | Clima Social | 1.676 casos | ±2,39% | 18,3% | 10,8% | 6,3%  | 2,8% | 3,1% | 0,9% | 0,8% | 1,4% | -    | -    | 0,7% | 22,2% | 22,2% |   |   |   |   |
| 28/12/2023 | CEDATOS      | 2.112 casos | ±3,10% | 10,5% | 6,4%  | 12,2% | 6,9% | 1,2% | 0,8% | 2,2% | 1,0% | -    | 1,2% | 1,3% | 28,1% | 28,1% |   |   |   |   |
| 25/12/2022 | MR Analytica | -           | -      | 19%   | 17%   | 10%   | 7%   | 3%   | 3%   | 3%   | 3%   | 3%   | 3%   | 3%   | -     | -     |   |   |   |   |
| 09/12/2022 | Comunicaliza | 3.182 casos | ±1,75% | 19,3% | 12,2% | 8,9%  | 3,4% | 4,2% | 2,0% | 2,5% | 2,3% | 1,9% | 2,4% | 1,3% | 39,6% | 39,6% |   |   |   |   |
| 01/12/2022 | Expreso      | 807 casos   | -      | 25,5% | 23,8% | 8,6%  | 7,9% | 3,8% | 8,8% | 4,8% | 9,8% | 9,8% | 9,8% | 9,8% | -     | -     |   |   |   |   |
| 01/12/2022 | Clima Social | 1.604 casos | ±2,45% | 14,7% | 11,7% | 6,5%  | 3,4% | 2,1% | 1%   | 2,1% | 2,6% | 2,6% | 0,9% | 1,4% | 22,8% | 22,8% |   |   |   |   |
| 21/10/2022 | NUMMA        | 3.500 casos | -      | 18%   | 15%   | 6%    | 1%   | 2%   | 0%   | 5%   | 5%   | 1%   | 0%   | 0%   | 34%   | 34%   |   |   |   |   |
| 14/08/2022 | Comunicaliza | 2.526 casos | ±1,95% | 20,4% | 10,2% | 8,4%  | 5,1% | 2,6% | 1,3% | 2,3% | -    | 2,8% | 2,3% | 1,4% | 39,4% | 39,4% |   |   |   |   |

## Resultados

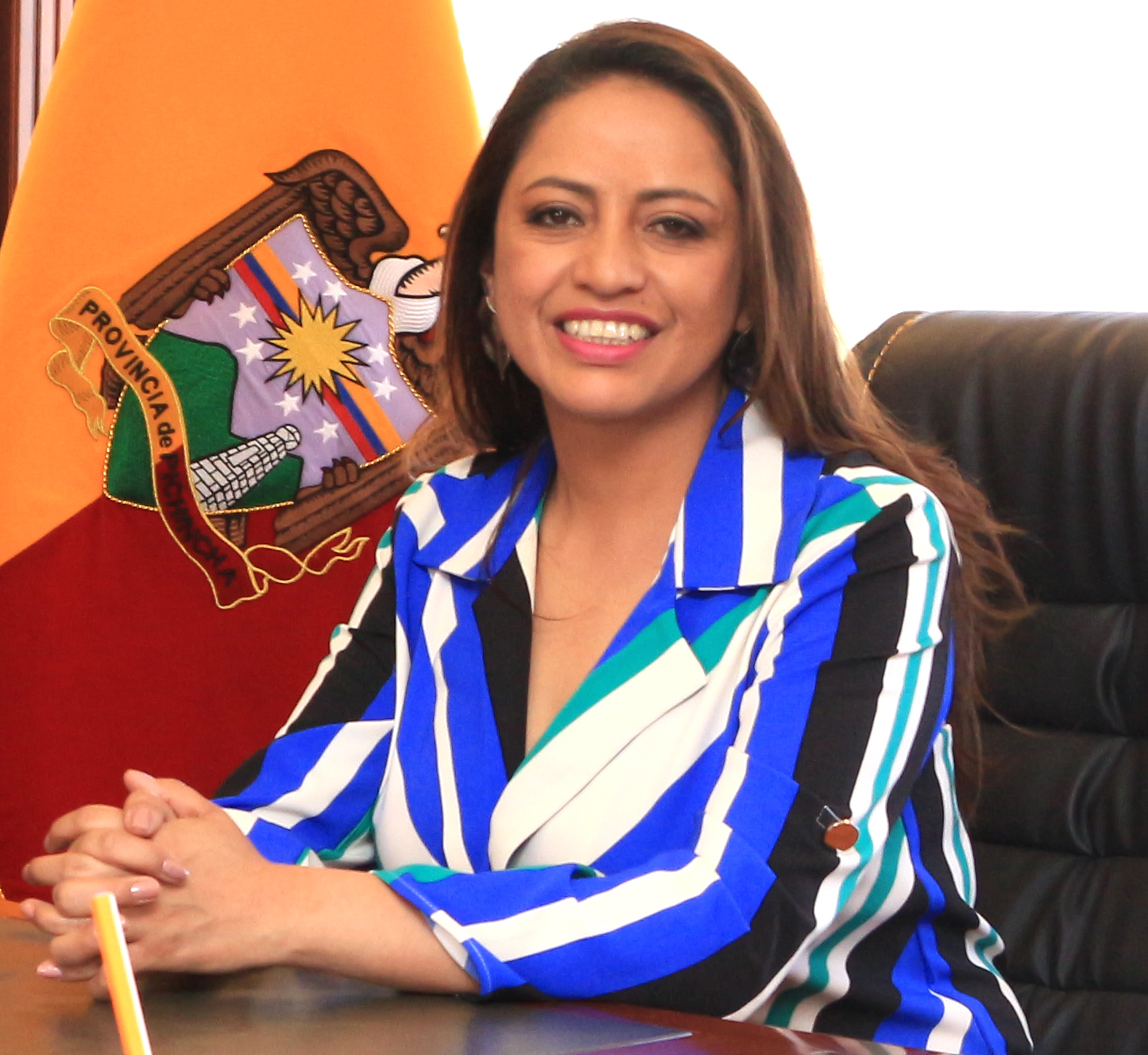
Paola Pabón, Prefecta de Pichincha reelecta.

|  | 27.96 % |

|  | 25.56 % |

|  | 15.76 % |

|  | 8.53 % |

|  | 5.15 % |

|  | 3.85 % |

|  | 2.99 % |

|  | 2.27 % |

|  | 2.23 % |

|  | 2.02 % |

|  | 1.94 % |

|  | 1.73 % |

|  | 100 % |